# Ковалёва, Наталья Витальевна
Ната́лья Вита́льевна Ковалё́ва (род. 15 января 1974 года, Красноярск, РСФСР, СССР) — российский учёный-юрист, доктор юридических наук, профессор Государственного университета управления, профессор Санкт-Петербургского университета ГПС МЧС России. Автор монографий и более 120 научных публикаций в области теории права.

## Биография
В 1999 году окончила юридический факультет Ивановского государственного университета.
В 2006 году защитила кандидатскую диссертацию в Нижегородском государственном университете им. Н. И. Лобачевского.
В 2015 году защитила докторскую диссертацию в Институте законодательства и сравнительного правоведения при Правительстве Российской Федерации. Ведущей организациeй выступил Институт государства и права Российской академии наук (РАН).
С 2007 года занимает должности профессорско-преподавательского состава, в 2012—2016 годы возглавляла кафедру административного права Костромского государственного университета.
В 2019-—2022 — профессор Финансового университета при Правительстве Российской Федерации.
В настоящее время является профессором Государственного университета управления, профессором Санкт-Петербургского университета ГПС МЧС России, главным научным сотрудником Академии управления МВД России.

## Научная деятельность
Разработки в области теории права: природа и функции технико-юридических норм, места и значения технико-юридического регулирования в механизме управления обществом. Исследования по истории государства и права России, регламентации опасных производственных процессов, технического регулирования в промышленности (монографии «Техническое регулирование промышленного производства Российской империи XIX — начала XX веков», «Технико-юридическое регулирование как инструмент развития промышленности», «Правовое регулирование промышленного производства Российской империи во второй половине XIX – начале XX веков» и другие).
Автор монографий и более 130 научных и научно-популярных публикаций, опубликованных в журналах «Государство и право», «Право и государство: теория и практика», «История государства и права», «Журнал российского права», «Право и образование», «Юридическая наука», «Налоги», «Безопасность труда в промышленности», «Право и политика» и других.
Участник многочисленных научных мероприятий, среди которых: Международная научная конференция «Пробелы в позитивном праве: доктрина и практика» (Институт законодательства и сравнительного правоведения при Правительстве Российской Федерации), Международная научная конференция «Язык, право и общество в координатах массмедиа», Международная научно-практическая конференция «Организационно-правовое регулирование безопасности жизнедеятельности в современном мире» (пленарные доклады, член редакционного совета), Международная научно-практическая конференция «Модернизация концепции административного права в современных условиях» (Национальный исследовательский университет «Высшая школа экономики»), VI Международный Форум Финансового университета «Рост или рецессия: к чему готовиться?» (Финансовый университет при Правительстве РФ), «Модернизация юридического образования в России: Проблемы и решения» (член экспертного совета), заседания Комиссии по международному сотрудничеству и Комиссии по взаимодействию с предпринимательским сообществом и правовой защите бизнеса Ассоциации юристов России (эксперт), Международная конференция о роли правового наследия СССР (МГГУ Правительства Москвы). 
Член редакционного совета научно-аналитического журнала «Проблемы управления рисками в техносфере» (Санкт-Петербургский университет ГПС МЧС России). 
Член редакционной коллегии журналов «Вести научных достижений. Экономика и право», «Вести научных достижений. Спорт и право» (включены в индекс РИНЦ).  
Член редакционного совета журнала «Право. Безопасность. Чрезвычайные ситуации».  
Член комиссии по взаимодействию с предпринимательским сообществом Ассоциации юристов России.  
Является постоянным участником школы молодых учёных Института законодательства и сравнительного правоведения при Правительстве Российской Федерации (c 2007 года).  
Научно-популярные публикации в журналах: «Юрист компании», «Налоговые споры: теория и практика», «Недвижимость. Строительство. Право», «Бизнес-журнал», «Право. Экономика. Власть», «ЭЖ-ЮРИСТ», газете «Северная правда»(постоянная рубрика), комментарии эксперта на сайтах AЮР, «Банки сегодня» и др., также в социальных сетях.

## Общественно-политическая деятельность
Руководитель Межрегиональной общественной организации «Молодежная платформа равных».
Член избирательной комиссии Костромской области с правом решающего голоса.
Член комиссии по взаимодействию с предпринимательским сообществом и правовой защите бизнеса Ассоциации юристов России.
Руководитель Костромского регионального отделения Молодёжной ассамблеи народов России «Мы — россияне».
С 2020 года ведет постоянную рубрику газеты «Северная правда» «Профессор Ковалева консультирует» в печатном и видео- форматах.
Общественная деятельность отмечена благодарственным письмом «За вклад в этнокультурное развитие народов России и укрепление единства российской нации» руководителя Федерального агентства по делам национальностей И.В.Баринова, благодарностями Ассамблеи народов России «За вклад в становление гражданского общества и укрепление национального единства» и Ассоциации юристов России «За развитие юридического образования».

## Основные публикации
1. «Технико-юридическое регулирование как инструмент развития промышленности: Монография». — М.: Инфра-М, 2015. — 79 с. — (Научная мысль).
2. «Природа и функции технико-юридических норм» // М.: «Государство и право». — 2016. — № 11. — С. 5-12.
3. «Системное регулирование производственной сферы: постановка проблемы» // М.: «Юридическая наука». 2016. — № 4. — С. 21-24.
4. «Государственное управление в сфере производства. Формы и методы государственного управления в современных условиях развития»: Монография/под общей редакцией профессора, заслуженного юриста РФ Запольского С. В.; руководитель авторского коллектива Синичкина Ю. Л. — М.: «Прометей», 2017. — с. 394. — С. 335—351.
5. «Социальное и технико-юридическое регулирование в обществе» // Вестник Уфимского юридического института МВД России. Уфа. — 2019. — № 4(86). — С. 18-24.
6. «Понятие, цели и признаки административных процедур». Отв. ред. д.ю.н, профессор, заслуженный юрист РФ С.В. Запольский. «Труды Института государства и права Российской академии наук», № 2016. — № 5(57). М.: 2016. — С. 84-92.
7. «Юридические дефиниции в эпоху цифровизации и глобальных коммуникаций. Язык правотворчества в условиях цифровизации общественных отношений : сборник научных трудов» / под общ. ред. Д. А. Пашенцева, М. В. Залоило. —  М.: Институт законодательства и сравнительного правоведения при Правительстве Российской Федерации, Инфра-М, 2019. — 273 с. — С. 60–66.
8. «Государственное управление в сфере технического регулирования. Исполнительная власть: вызовы XXI века». Отв. ред. д.ю.н, профессор, заслуженный юрист РФ С. В. Запольский. «Труды Института государства и права Российской академии наук», № 4. М.: 2015. — С. 138—149.
9. «Системный подход к регламентации обеспечения безопасности жизнедеятельности в современном мире». В сборнике: «Организационно-правовое регулирование безопасности жизнедеятельности в современном мире. Сборник материалов Международной научно-практической конференции». Под ред. Э. Н. Чижикова. Составители Л. С. Муталиева, Д. К. Саймина. 2016. — С. 22-24.
10. «Техническое регулирование в законодательстве Российской империи (XIX — начала XX веков): монография». / Н. В. Ковалева. — Кострома: Изд-во Костромского гос. технолог. ун-та, 2012. — 367 с.
11. Ковалёва Н.В. Доказательственное право: учебно-методическое пособие. Кострома: КГТУ, 2013.
12. Ковалёва Н.В. Теория информационного права: учебно-методическое пособие для бакалавров. Кострома: КГТУ, 2015.